# Erdalskjæret
Erdalskjæret est une île norvégienne du comté de Hordaland appartenant administrativement à Austevoll.

## Description
Il s'agit d'un rocher à fleur d'eau qui s'étend sur environ 35 m de longueur pour une largeur approximative de 19 m.